# Long Island (Nuovo Galles del Sud)
Long Island è un'isola fluviale che si trova nel fiume Hawkesbury, circa 50 km a nord di Sydney, nel Nuovo Galles del Sud, in Australia. 
L'isola appartiene alla Local Government Area della Contea di Hornsby.
È una delle isole del fiume Hawkesbury, assieme a Dangar, Spectacle, Milson, Peat e Lion Island.

## Geografia
All'estremità orientale, Long Island è unita alla terraferma da una strada rialzata che si diparte verso sud, attraversa il Sandbrook Inlet e la collega con il sobborgo di Brooklyn, e dal ponte della ferrovia che, diretto a nord, la collega con Cogra Point.
Long Island ha una forma allungata e un'area di 73 ettari; fa parte della riserva naturale del parco nazionale Ku-Ring-Gai Chase.

### Isole adiacenti
- Dangar Island, situata a est di Long Island, ha un'area di 29 ettari e una popolazione di 303 abitanti (censimento del 2016)[5].
- Milson Island, a nord-ovest di Long Island, al centro del fiume 33°30′47″S 151°10′48″E.
- Peat Island, piccola isola di circa 8 ettari, fa parte del sobborgo chiamato Mooney Mooney ed è collegata alla terraferma da un ponte.
- Spectacle Island, si trova a nord di Long Island, ha un'area di 36,4 ettari[6].

## Storia
L'area è stata abitata per migliaia di anni dal popolo Guringai, che ha lasciato centinaia di incisioni rupestri, siti per l'affilatura di pietre e pitture rupestri. Il primo europeo a visitare la zona fu il governatore Arthur Phillip, che esplorò la parte inferiore del fiume con una piccola imbarcazione nel marzo 1788. All'inizio la popolazione locale fu amichevole nei suoi confronti, ma quando ritornò un anno dopo, non vollero aver contatto con lui. Nel 1790 più della metà dei Guringai perì a seguito del vaiolo portato dagli inglesi.

## Galleria d'immagini

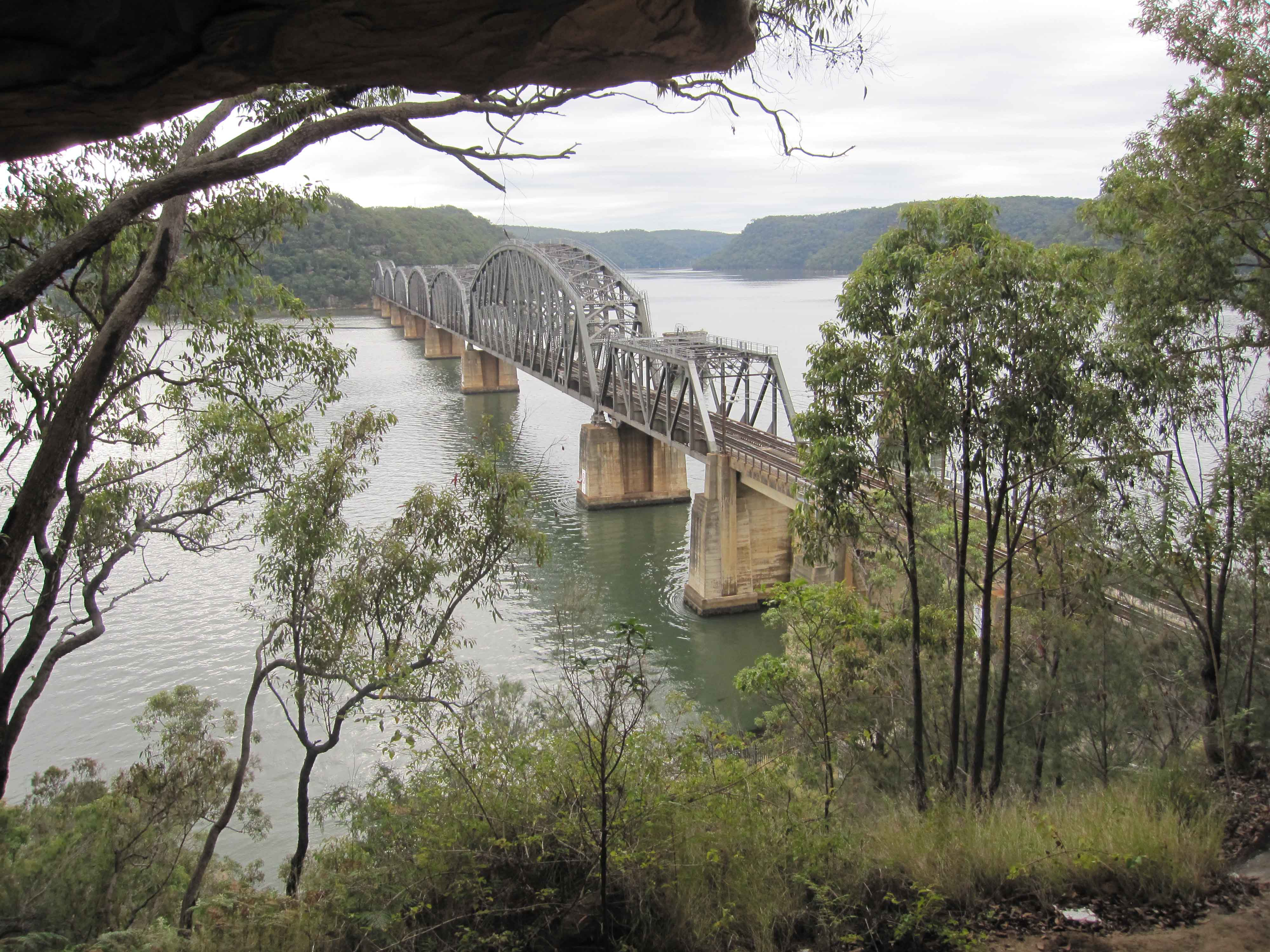
Il ponte della ferrovia di Long island
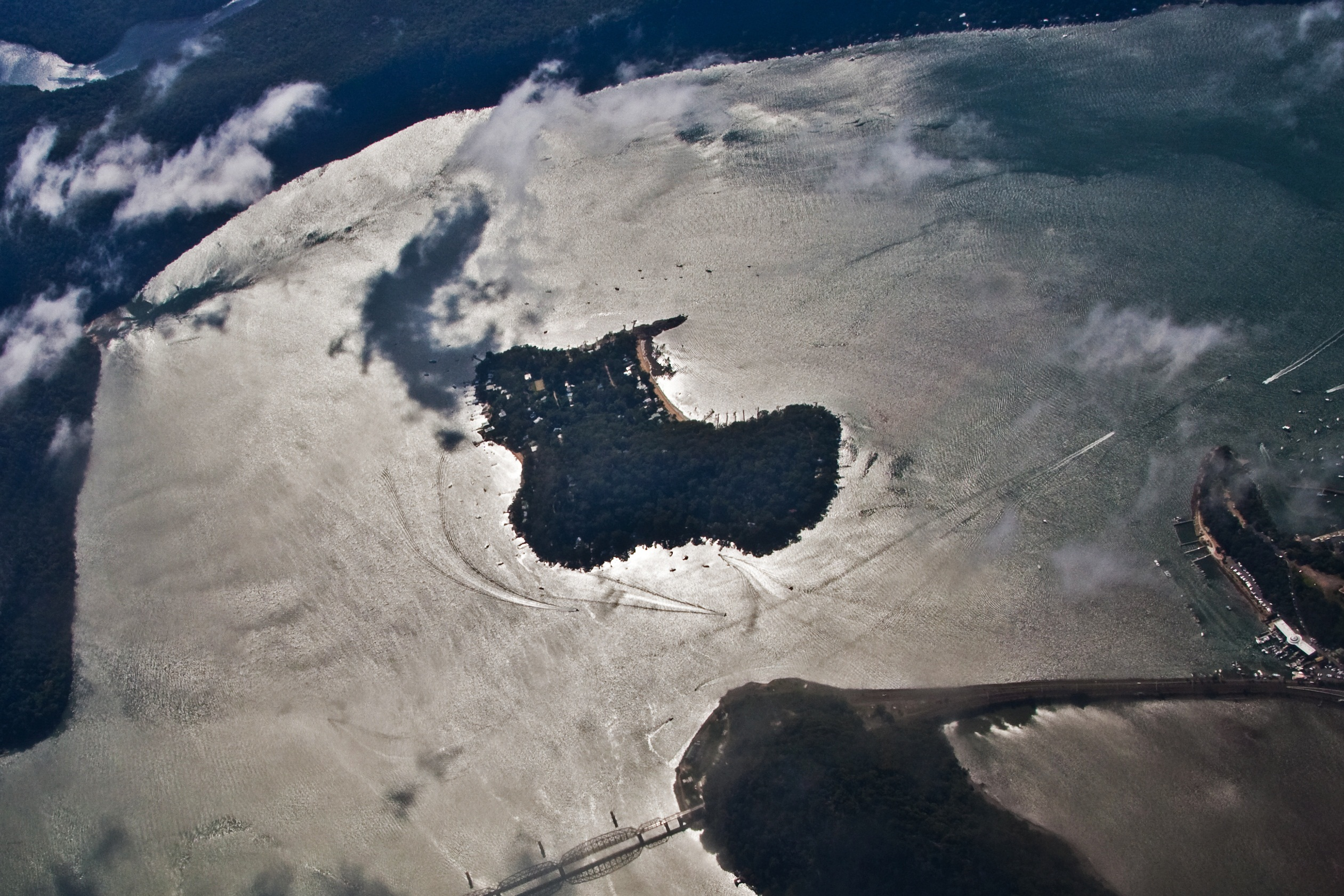
Dangar Island (In basso la punta orientale di Long Island)
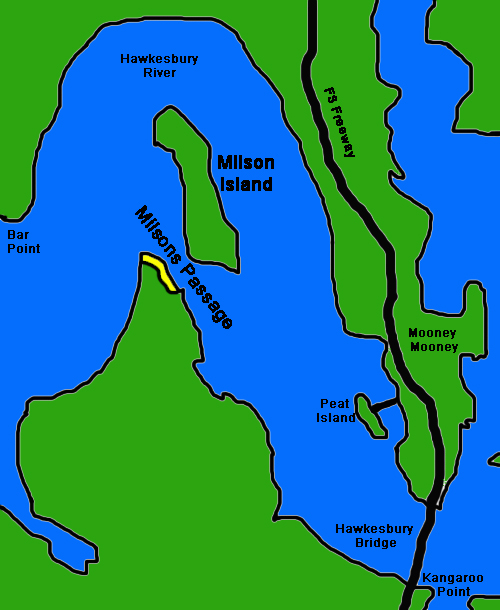
Milson Island
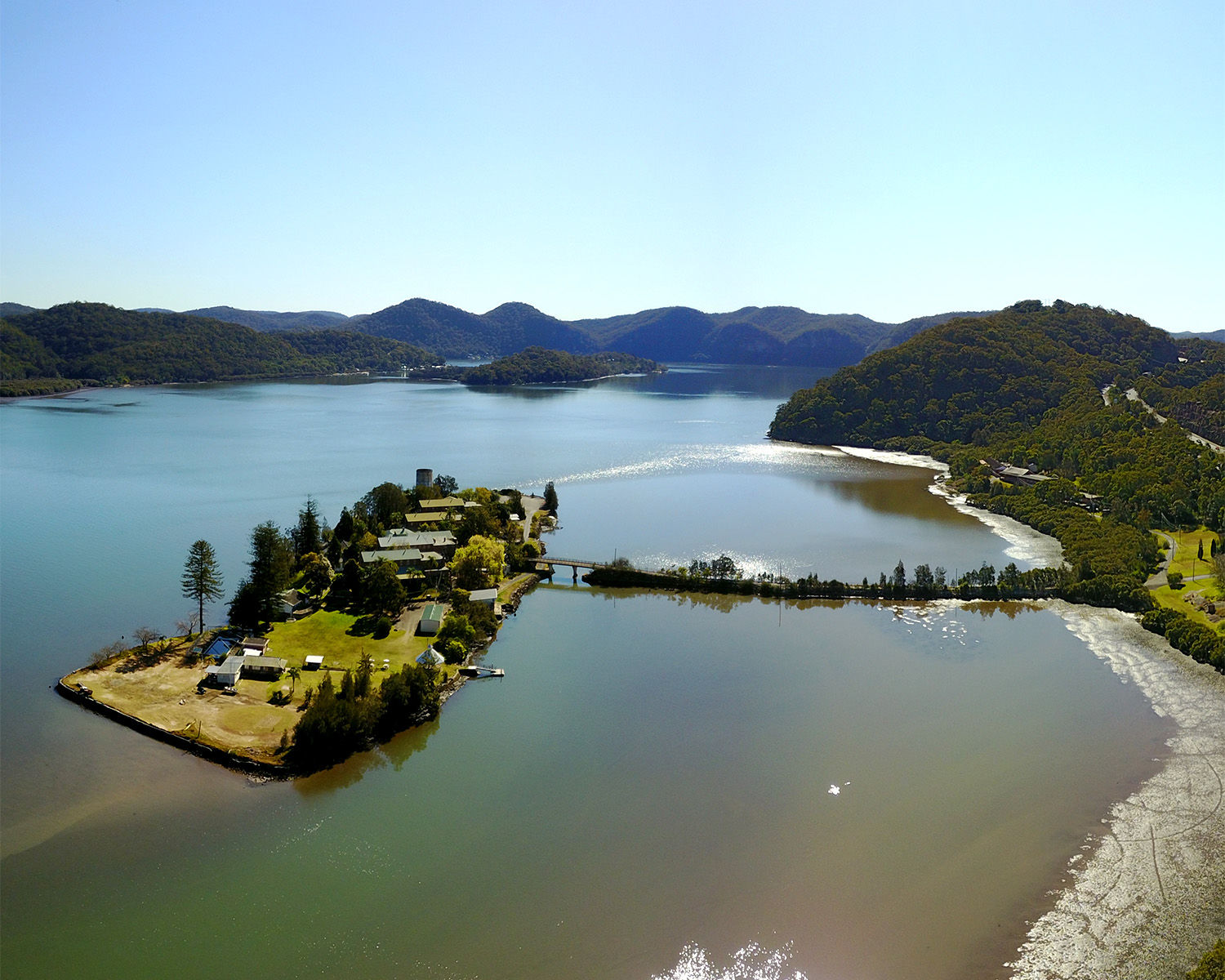
Peat Island
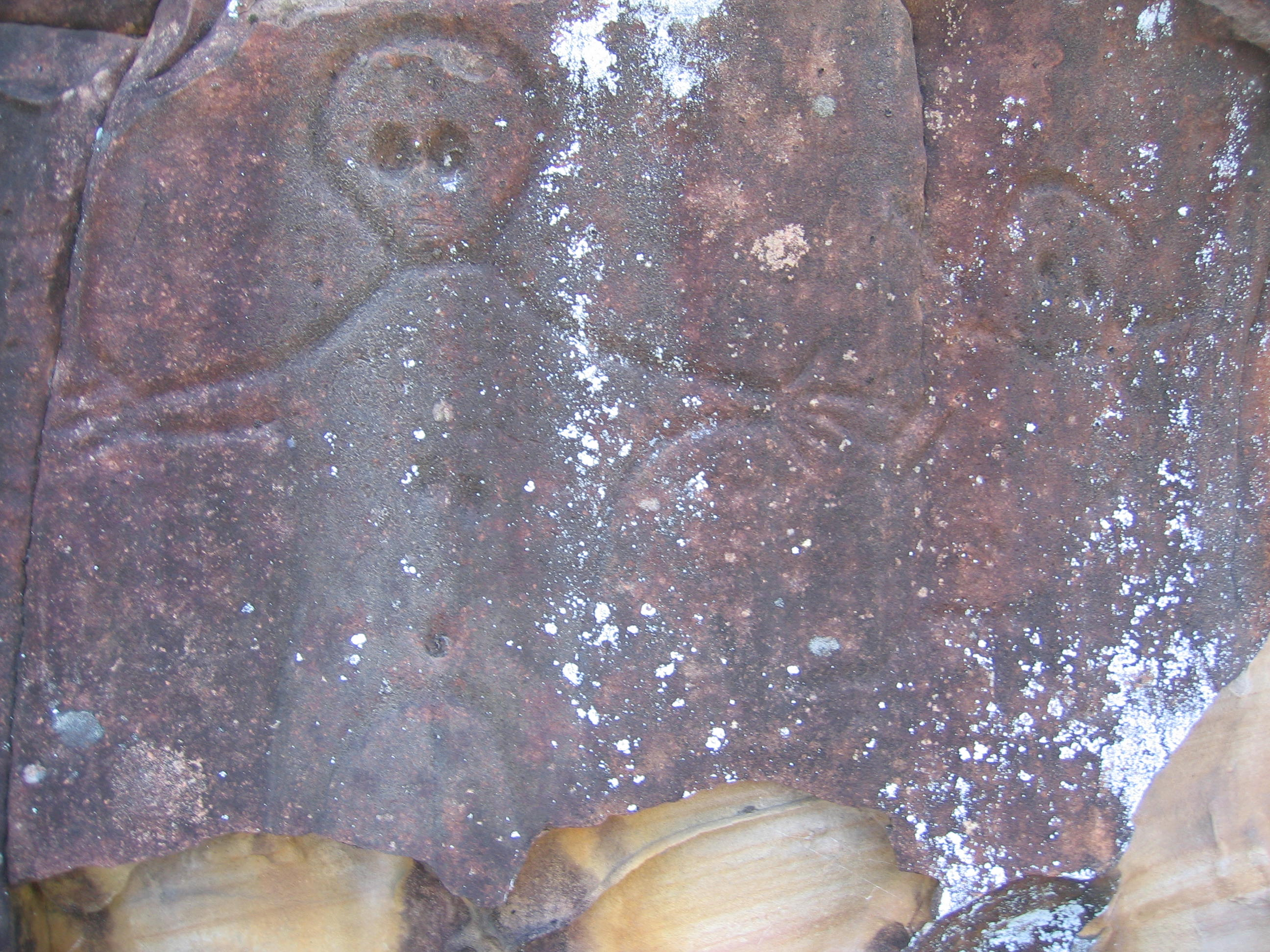
Arte rupestre su Spectacle Island